# Niedersächsische Landesgartenschau
Die Niedersächsische Landesgartenschau ist eine in Niedersachsen stattfindende Ausstellung zum Gartenbau. Eine Landesgartenschau ist das kleinere Pendant zur Bundesgartenschau auf Landesebene.

## Historie
Als Vorgänger der heutigen Landesgartenschauen können die Niedersächsischen Landesausstellungen „Natur im Städtebau“ („LNS“) angesehen werden. Sie fanden 1988 in Munster, 1991 in Bremervörde und 1994 in Duderstadt statt. Die Landesausstellungen wurden umgangssprachlich teils als Landesgartenschauen bezeichnet, das Konzept unterschied sich jedoch von dem einer klassischen Gartenschau. Die erste reguläre Niedersächsische Landesgartenschau fand schließlich 2002 in Bad Zwischenahn statt. Zunächst wurde in Niedersachsen alle zwei, seit 2006 alle vier Jahre eine Schau veranstaltet.

### Liste der Landesgartenschauen
Die folgende Tabelle gibt eine Übersicht über die vergangenen und zukünftigen Landesgartenschauen in Niedersachsen.
| LGS Nr. | Jahr | Bild           | Ort             | Ausstellungsgelände                                            | Motto                  | Besucher | Quelle       |
| ------- | ---- | -------------- | --------------- | -------------------------------------------------------------- | ---------------------- | -------- | ------------ |
| 1       | 2002 | weitere Bilder | Bad Zwischenahn | Niedersächsisches Gartenkulturzentrum (heute: Park der Gärten) |                        | 981.732  | [ 2 ]        |
| 2       | 2004 | weitere Bilder | Wolfsburg       | Allerpark und Schlosspark                                      | Entdecke deine Natur   | 660.000  | [ 3 ]        |
| 3       | 2006 | weitere Bilder | Winsen (Luhe)   | Luhegärten                                                     | Eine blühende Fantasie | 540.000  | [ 4 ]        |
| 4       | 2010 | weitere Bilder | Bad Essen       | Sole-Kurpark und Schlosspark Ippenburg                         | Ein Bad im Blütenmeer  | 511.000  | [ 5 ]        |
| 5       | 2014 | weitere Bilder | Papenburg       | Stadtpark und Forum Alte Werft                                 | bunt und bliede        | 505.000  | [ 6 ]        |
| 6       | 2018 | weitere Bilder | Bad Iburg       | Waldkurpark und Charlottensee                                  | Tauch ein!             | 586.735  | [ 7 ]        |
| 7       | 2023 |                | Bad Gandersheim | An den Flüssen Gande und Eterna sowie den Osterbergseen        | Garten.Fest.Spiele     | 385.000  | [ 8 ]        |
| 8       | 2026 |                | Bad Nenndorf    | Kurpark                                                        | Hier blüht Vielfalt    |          | [ 9 ] [ 10 ] |
| 9       | 2030 |                | Duderstadt      | innerhalb der Wallanlagen in der Innenstadt                    | Denk-Mal-Zukunft       |          | [ 11 ]       |

## Ziele
Die niedersächsischen Gartenschauen dienen städtebaulichen, sozialen, ökologischen und ökonomischen Zwecken in den durchführenden Städten und Gemeinden. Sie fördern den Tourismus, erhöhen die Lebensqualität, verbessern das Image, fördern Investitionen und schaffen neue Arbeitsplätze.

## Finanzierung
Die Finanzierung der Durchführung einer Landesgartenschau obliegt der durchführenden Stadt oder Gemeinde. Die Kosten der Durchführung werden bei einem erfolgreichen Verlauf vollständig durch die Eintrittsgelder der Besucher, Lizenzgebühren und Sponsoren refinanziert. Die Investitionskosten in die Infrastruktur und den Grünbereich obliegen ebenfalls der durchführenden Stadt oder Gemeinde, sie können jedoch über verschiedene Fördertöpfe bzw. Förderprogramme des Landes Niedersachsen bezuschusst werden. Trotzdem ist das finanzielle Risiko einer Landesgartenschau nicht zu unterschätzen.

## Bewerbung
Die Landesgartenschau ist in der Regel für Städte oder Gemeinden mit weniger als 100.000 Einwohnern gedacht. Bewerbungen nimmt das Niedersächsische Ministerium für Ernährung, Landwirtschaft, Verbraucherschutz und Landesentwicklung in Hannover entgegen. Das jeweilige Konzept wird nach Prüfung der finanziellen Machbarkeit einer Bewertungskommission vorgelegt, die sich aus Vertretern der Ministerien, der gärtnerischen Berufsverbände, Landschaftsarchitekten und kommunaler Spitzenorganisationen zusammensetzt. Die endgültige Entscheidung über die Vergabe trifft die Niedersächsische Landesregierung nach einem entsprechenden Vorschlag der Bewertungskommission.

## Trägerschaft
Träger der Niedersächsischen Landesgartenschau ist die jeweilige Stadt oder Gemeinde.

## Veranstalter
Veranstalter der Niedersächsischen Landesgartenschau sind die jeweilige Stadt oder Gemeinde und die Fördergesellschaft Landesgartenschauen Niedersachsen mbH (FLN) gemeinsam. Die Fördergesellschaft Landesgartenschauen Niedersachsen mbH berät die jeweilige Stadt oder Gemeinde von der Bewerbungsphase über die Bau- und Veranstaltungsphase.

## Dauer
In der Regel dauert die Landesgartenschau als Großveranstaltung ein halbes Jahr.